# Vladislav Masternoj
Vladislav Romanovič Masternoj (in russo Владислав Романович Мастерной?; Pskov, 17 novembre 1995) è un calciatore russo, difensore del Černomorec Novorossijsk.

## Carriera

### Club
Cresciuto nel settore giovanile dello Spartak Mosca, dal 2013 al 2015 ha giocato 24 partite con la squadra riserve in Pervenstvo Professional'noj Futbol'noj Ligi, la terza divisione del campionato russo. Negli anni successivi ha continuato a giocare in terza divisione con le maglie di Avangard Kursk, Armavir e Pskov-747, quest'ultima squadra della sua città. Nel 2019 è stato acquistato dal Fakel Voronež, club militante in Pervenstvo Futbol'noj Nacional'noj Ligi, la seconda divisione del campionato russo, con cui al termine della stagione 2021-2022 ha ottenuto la promozione in Prem'er-Liga ed il 17 luglio 2022 ha esordito nella prima divisione russa, nell'incontro pareggiato in trasferta per 2-2 contro il Krasnodar.

### Nazionale
Ha rappresentato le nazionali giovanili russe Under-18 ed Under-19.

## Statistiche

### Presenze e reti nei club
Statistiche aggiornate al 22 agosto 2022.
| Stagione               | Squadra                | Campionato             | Campionato | Campionato | Coppe nazionali | Coppe nazionali | Coppe nazionali | Coppe continentali | Coppe continentali | Coppe continentali | Altre coppe | Altre coppe | Altre coppe | Totale | Totale |
| Stagione               | Squadra                | Comp                   | Pres       | Reti       | Comp            | Pres            | Reti            | Comp               | Pres               | Reti               | Comp        | Pres        | Reti        | Pres   | Reti   |
| ---------------------- | ---------------------- | ---------------------- | ---------- | ---------- | --------------- | --------------- | --------------- | ------------------ | ------------------ | ------------------ | ----------- | ----------- | ----------- | ------ | ------ |
| 2013-2014              | Spartak-2 Mosca        | 2D                     | 10         | 0          |                 | -               | -               |                    | -                  | -                  |             | -           | -           | 10     | 0      |
| 2014-2015              | Spartak-2 Mosca        | 2D                     | 14         | 0          |                 | -               | -               |                    | -                  | -                  |             | -           | -           | 14     | 0      |
| Totale Spartak-2 Mosca | Totale Spartak-2 Mosca | Totale Spartak-2 Mosca | 24         | 0          |                 | -               | -               |                    | -                  | -                  |             | -           | -           | 24     | 0      |
| 2015-2016              | Avangard Kursk         | 2D                     | 23         | 1          | CR              | 2               | 0               |                    | -                  | -                  |             | -           | -           | 25     | 1      |
| 2016-2017              | Armavir                | 2D                     | 24         | 1          | CR              | 1               | 0               |                    | -                  | -                  |             | -           | -           | 25     | 1      |
| 2017-2018              | Armavir                | 2D                     | 11         | 0          | CR              | 2               | 0               |                    | -                  | -                  |             | -           | -           | 13     | 0      |
| Totale Armavir         | Totale Armavir         | Totale Armavir         | 35         | 1          |                 | 3               | 0               |                    | -                  | -                  |             | -           | -           | 38     | 1      |
| 2018-2019              | Pskov-747              | 2D                     | 23         | 0          | CR              | 1               | 0               |                    | -                  | -                  |             | -           | -           | 24     | 0      |
| 2019-2020              | Fakel Voronež          | 1D                     | 25         | 0          | CR              | 1               | 1               |                    | -                  | -                  |             | -           | -           | 26     | 1      |
| 2020-2021              | Fakel Voronež          | 1D                     | 39         | 0          | CR              | 1               | 0               |                    | -                  | -                  |             | -           | -           | 40     | 0      |
| 2021-2022              | Fakel Voronež          | 1D                     | 32         | 0          | CR              | 2               | 0               |                    | -                  | -                  |             | -           | -           | 34     | 0      |
| 2022-2023              | Fakel Voronež          | PL                     | 4          | 0          | CR              | 0               | 0               |                    | -                  | -                  |             | -           | -           | 4      | 0      |
| Totale carriera        | Totale carriera        | Totale carriera        | 205        | 2          |                 | 10              | 1               |                    | -                  | -                  |             | -           | -           | 215    | 3      |